# Dějiny Bulharska
Bulharsko patří k evropským zemím s dlouhými dějinami a dlouhou historií vlastní státnosti. Celkem v dějinách existovalo hned několik bulharských států, jejich rozkvět ale ohrožovaly války, stejně jako jej přerušila několikasetletá turecká nadvláda.

## Středověké Bulharsko

### Staré velké Bulharsko
V 7. století byl příslušníky protobulharského kmene Utrigurů založen pod vedením chána Kubrata první bulharský stát zvaný dnes Staré Velké Bulharsko. To se rozkládalo na sever od Černého moře mezi dolním tokem Dněstru a Volhy. Hlavním městem státu byla Phanagorie. Po smrti chána Kubrata se Staré Velké Bulharsko rozpadlo – část protobulharských kmenů byla pohlcena Chazary, část odešla na sever a založila Volžské Bulharsko a později přijala islám a část Protobulharů se pod vedením chána Asparucha uchýlila na Balkán, kde spolu se Slovany vytvořili první bulharskou říši.

### První bulharská říše
V první polovině roku 681 polonomádští Protobulhaři překročili Dunaj a zahájili osidlování oblasti mezi ním a pohořím Balkán. Území, kde se Protobuhlaři rozšířili, osidlovaly rovněž slovanské kmeny, hlavní politickou sílu pak představovala hlavně Byzantská říše. Během 8. a první poloviny 9. století musela právě Byzanc vést neustálé války s Bulhary. K stabilizaci vzájemných vztahů došlo až roku 864, kdy Byzantinci přiměli bulharského knížete Borise I. Michala, aby přijal křesťanství. Nová víra pomohla sjednotit Protobulhary i Slovany[zdroj?] a rozšířit kulturu a písemnosti psané ve staroslověnském jazyku, kterému obyvatelé tehdejšího Bulharska velmi dobře rozuměli.[zdroj?] Borisův syn Simeon Veliký vedl několik úspěšných válek proti Byzantské říši i sousedním státům a roku 913 získal carský titul. Po Simeonově smrti roku 927 se ale říše rozpadá, neboť sílí tlak Byzance a centrální část Simeonovy říše tak získává roku 971 císař Jan I. Tzimiskes. Kultura a tradice z dob první bulharské říše ale přetrvávají na území dnešní Severní Makedonie, nicméně i tamějšího vládce Samuila a jeho rodinu Byzanc roku 1018 pokořila. Tím se završila první etapa existence bulharského státu.

### Druhá bulharská říše

bulharské země za vlády Ivana Alexandra

Po několika neúspěšných povstáních proti Byzantské říši, které se odehrály během 11. století, získávají vládu nad kraji mezi Dunajem a pohořím Stara planina po úspěšných výbojích v roce 1185 bratři Petr (později známý jako Petr IV. Bulharský) a Asen. Motivací pro povstání byla nejen slábnoucí moc Byzantské říše, ale také rozsáhlá a dlouhotrvající nespokojenost s daněmi, kteří museli místní platit.[zdroj?] Tím jsou položeny základy druhého bulharského státu, jehož metropolí se stalo město Tarnovo (dnes Veliko Tarnovo). V dobách vlády Petrova i Asenova bratra Kalojana v letech 1197 až 1207 a jejich dalšího potomka Ivana Asena II. v letech 1218–1241 dosahuje tato říše největšího územního rozsahu. A to i přesto, že je nucena bojovat nejen s Byzantskou říší, ale také s Latinským císařstvím. Po roce 1242 byl bulharský stát oslaben jednak snahou oblastních správců osamostatnit se, jednak následkem útoků Mongolů, kteří provedli úspěšný vpád do Evropy. Počátkem 14. století se sice bulharská říše osvobodila od této nadvlády, nicméně vstupuje do dalšího konfliktu – tentokrát se sousedním Srbskem, kterému vládne dynastie Nemanjićů. Válka se ale začala vyvíjet ve prospěch Srbů, hlavně po bitvě u Velbudži v roce 1330. Stabilní vnitropolitická situace nastává v Bulharsku až za vlády Ivana Alexandra, který provdal svoji sestru Jelenu za srbského krále Štěpána Dušana a následně byl tak se Srbskem uzavřen mír. Nicméně v této době se objevil zcela nový a nebezpečný nepřítel – Osmanská říše. Ta začala po roce 1366 ohrožovat všechny balkánské státy včetně Bulharska. Po smrti Ivana Alexandra se Bulharsko rozdělilo mezi jeho potomky. Vznikají tak dva menší státy, Trnovské a Vidinské carství. Trnovské carství bylo dobyto Osmanským impériem roku 1395, poslední části Vidinského carství pak v roce 1422. Turci tak získávají vládu nad oblastí na dalších zhruba čtyři sta let, čímž končí etapa středověkého bulharského státu.

## Moderní stát

### Formování novodobého bulharského státu

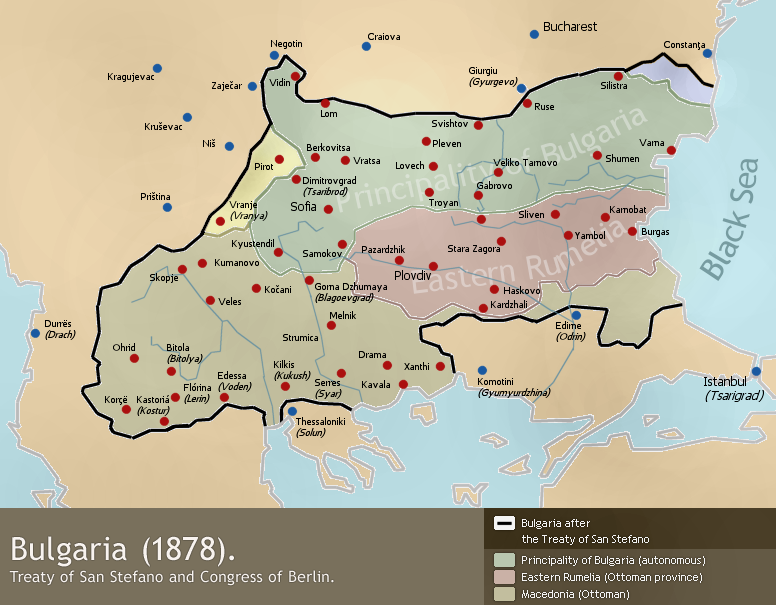
Moderní Bulharsko vzniklo z počátku v roce 1878 na základě mírových smluv v San Stefanu mnohem větší než dnes, avšak po Berlínském kongresu bylo (k nelibosti Bulharů) podstatně zmenšeno

Dějiny moderního Bulharska začínají bojem za znovuobnovení státu a znovuuvědomění národa. Tato první hnutí, která později směřují k národnímu obrození, se objevují od konce 18. století. Nicméně díky strategickému významu celé země, která se nachází velmi blízko metropoli celé osmanské říše, Istanbulu, vedla k tomu, že Turci Bulharsko pro sebe velmi úzkostlivě bránili.
V 19. století ale přesto došlo k rozvoji náboženství, kultury i obnově jazyka. V roce 1870 bulharská církev získala autonomii na Cařihradském patriarchátu, ve kterém však dominovali hlavně Řekové a který Bulhaři rozhodně nemohli považovat za svoji národní církev.
V dubnu 1876, v časech velké východní krize, propuklo tzv. dubnové povstání, centrem nespokojenců se stalo město Plovdiv. Strádání bulharského lidu přitáhlo pozornost evropských zemí, které se o oblast osmanské Východní Rumélie začaly více zajímat.
Po rusko-turecké válce v letech 1877 až 1878 došlo k vzniku Sanstefanského Bulharska, které se rozkládá od dnešní Albánie až k Soluni a Dobrudži.
Po Berlínském kongresu, který se rovněž odehrál v roce 1878, bylo Bulharsko ale uznáno jen jako autonomní knížectví. To však nezabíralo celé dnešní Bulharsko; oblasti jižně od pohoří Stara planina až k hranici s dnešním Řeckem se stala součástí autonomní provincie Východní Rumélie. Ta měla být odpovědí na nespokojenost hlavně místních Turků, kteří se obávali vzniku a rozšiřování bulharského státu.
V jeho čele měl stanout kníže zvolený bulharskou elitou a schválený evropskými mocnostmi. V rámci politického kompromisu mezi silným vlivem Ruska a obavami zbytku Evropy z rusofilního Balkánu padla nakonec volba na Ludvíka Battenberského, který přijal jméno Alexandr I. Bulharský. Jednalo se o synovce manželky tehdejšího ruského cara Alexandra II.
Plovdivským převratem z roku 1885 a i přes protesty sousedního Srbska došlo ke spojení těchto dvou oblastí. Ještě ve stejném roce pak vypukla válka mezi Srbskem a Bulharskem. Třebaže vojska srbského krále Milana I. Obrenoviće byla dobře vycvičena a v mnohém mohla předčit armádu Bulharska, Bulhaři nakonec získali do boje i posily z Východní Rumélie, takže Srbové byli poraženi. V mírové smlouvě, která měla tento konflikt ukončit, byl potvrzen předválečný průběh hranic.
V srpnu 1886 vypukl vojenský převrat, který Alexandra donutil uprchnout ze země. Ačkoli se Stambolovovi podařilo povstalce zpacifikovat a vrátit Alexandra na trůn, jeho pozice přestala být dlouhodobě udržitelná a v září téhož roku byl přinucen abdikovat. S hlubokým rozčarováním podepsal abdikační smlouvu se slovy „Bože, pomáhej Bulharsku.“ Regentem se stal Stambolov.

### Vývoj do konce první světové války
V samotném Bulharsku mezitím i nadále pokračovala již od okamžiku faktického vzniku knížectví politická nestabilita, jejímž zdrojem byl neustálý spor, jestli má být země orientována na Rusko, Rakousko-Uhersko, či dokonce Turecko. Jednotlivé politické bloky ostře soupeřily; volby provázely obstrukce a násilnosti; vláda utlačovala mnohdy tvrdě opozici a její praktiky nesly mnohdy i znaky diktatury. Mezi významné politiky tohoto období patří například Stefan Stambolov, tehdejší předseda vlády.
Po revoluci mladoturků v roce 1908 vyhlásilo Bulharsko nezávislost a stalo se mezinárodně uznanou konstituční monarchií. Do čela tohoto třetího bulharského státu, jehož metropolí se stala Sofie (neboť se počítalo, že po připojení oblastí západně od dnešního Bulharska se bude město nacházet prakticky uprostřed státu) se postavil Ferdinand I. Bulharský, který v návaznosti na předchozí dva státy přijal titul cara. Podobně jako další státy na Balkáně, i Bulharsko sledovalo ústup Osmanské říše se zájmem rozšířit své území. Spolu s Řeckem, Srbskem a Černou Horou bojovalo Bulharsko v roce 1912 v první balkánské válce proti Turkům.
S územními změnami nicméně nebylo spokojeno, neboť získali hlavně jeho sousedi. Přístup k Egejskému moři sice získalo, nicméně železniční spojení vedlo přes turecké území. Proto vypukla o rok později druhá balkánská válka, v níž se vytvořila protibulharská koalice, do které se zapojilo Srbsko, Černá Hora, Rumunsko (neboť stále nebyla vyjasněna situace kolem Dobrudži), a dokonce i Turecko. Výsledkem byla drtivá porážka Bulharů a ztráta většiny územních zisků z předchozí války včetně přístupu k Egejskému moři. V první světové válce se i nadále vyostřil spor mezi proruskou a prorakouskou politickou orientací; Bulharsko se přidalo na stranu Ústředních mocností (vzhledem k tomu, že ekonomické vztahy s Rakousko-Uherskem a Německem byly poměrně silné), podílelo se na útoku na Srbsko a okupaci jihovýchodní části jeho území, po úspěchu bojů Dohody na Soluňské frontě a oslabení jeho spojenců ale muselo kapitulovat. Podle následujících poválečných dohod země definitivně ztratila přístup k Egejskému moři a musela postoupit i mnohá další území svým sousedům.

### Bulharsko za druhé světové války a po ní

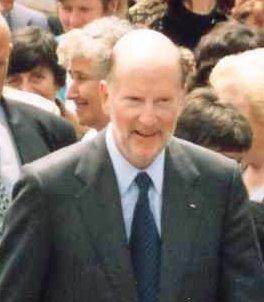
Poslední bulharský car a bývalý premiér v letech 2001 až 2005 Simeon Sasko-Kobursko-Gothajský

Bulharsku se podařilo za Druhé světové války získat části Řecka (fialově) a Jugoslávie (zeleně)

Mírové podmínky, které muselo poražené Bulharsko přijmout, znepokojily mnohé. Bulharsko definitivně ztratilo mnohá území, na kterých mělo zcela klíčový zájem. Mezi ta patřila hlavně Makedonie, která se stala součástí Srbska. Stále početnější oddíly organizace VMRO napadaly policejní stanice, domovy srbských dosídlenců i státní správu jugoslávského království, což vedlo k špatným vztahům s Bělehradem. Země byla oslabena; její rozloha se sice zmenšila, avšak obyvatelstva přibylo, vzhledem k tomu, že z obsazených oblastí (například z Dobrudži) se Bulhaři stáhli. Nemalou část obyvatelstva tak nyní tvořili váleční běženci.
V březnu 1941 se Bulharsko připojilo k ose Berlín-Řím-Tokio, neboť vytušilo příležitost získat konečně oblasti dnešní Severní Makedonie a hlavně severního Řecka, které ztratilo po první světové válce. Nicméně s příchodem Rudé armády byla tehdejší vláda svržena a postupně nastolován komunistický režim s vládou jedné strany — Komunistické strany Bulharska. K moci se dostala takzvaná Vlastenecká fronta (obdoba Národní fronty), kde komunisté získávali stále více moci. Království bylo svrženo a ustanovena byla lidová republika. Ta kopírovala stalinistické praktiky Sovětského svazu, jehož byla velmi věrným spojencem. Politici staré éry byli odsouzeni v různých vykonstruovaných procesech.
V roce 1954 se do čela státu postavil Todor Živkov, jehož vláda určovala fungování státu po celé období komunistické nadvlády. Živkovův režim trval 33 let, jednalo se o jednoho z nejdéle sloužících komunistických předáků v celém Východním bloku. Zaostalá zemědělská země získala nějakou pomoc z rozvinutějších socialistických zemí, mezi které se řadilo například Východní Německo, nebo Československo. Nastal rychlý průmyslový růst, který měla akcelerovat ještě snaha o hospodářskou reformu v letech 1964–1968. Ta sice přinesla první úspěchy, byla však zamítnuta z obav, že by se do země rozšířil "revizionismus", tedy události pražského jara, proti kterým BKS velmi rázně protestovala. Během komunistické vlády se kromě velkolepého budování přátelství se Sovětským svazem a snahy získat co nejvíce západních turistů na černomořské pobřeží také zhoršily vztahy mezi etnickými skupinami v Bulharsku. Jednalo se hlavně o Turky a Pomaky, kteří začali být terčem perzekucí; jejich školy byly uzavírány a byly nuceni přijmout bulharská jména. Celá problematika vedla k protestům v zahraničí, hlavně v Turecku. V roce 1989 dosáhla záležitost již tak neúnosné míry, že bylo dovoleno Turkům a Pomakům z Bulharska odejít – do Turecka. To samozřejmě vedlo k eskalaci dalších problémů a způsobilo problémy v Turecku, kam přicházely tisíce lidí.
Todor Živkov byl svržen ve vnitrostranickém puči 10. listopadu 1989 a k moci se dostal Petar Mladenov. Následoval — podobně jako v dalších ostatních zemích východního bloku — proces demokratizace a dekonstrukce komunistické moci. Komunisté uznali závažnost situace a zřekli se idejí marxismu-leninismu, přihlásili se k idejím sociální demokracie. V červnu 1990 se konaly první svobodné volby. Nová levicová vláda přijala mnoho reforem, včetně pozastavení zákonů, jež měly diskriminovat tureckou menšinu na jihu země. V devadesátých letech dvacátého století zažilo Bulharsko mnoho zvratů, nárůst korupce, zvýšení cen energie, ohromné sociální rozdíly, což vyvolalo vlnu protestů. V roce 1996 se do Bulharska navrátil bývalý car Simeon II., který žil po sesazení v roce 1946 a komunistickém převratu 1948 v exilu ve Španělsku. Simeonovi se povedlo vyhrát volby do parlamentu, kde získal polovinu křesel, v důsledku čehož se stal premiérem. Měl v plánu kandidovat na prezidenta, ale kvůli mnoha nesrovnalostem mu to bylo zamítnuto. V průběhu mandátu mu silně klesla popularita i v důsledku problémů s prokázáním původu majetku. Přesto země provedla mnohé ekonomické reformy, díky čemuž se mohla stát členem NATO v roce 2004 a členem EU o tři roky později. Země též navázala spolupráci s Visegrádskou čtyřkou. Ve volbách roce 2005 byl Simeon drtivě poražen, nicméně se mu podařilo sestavit koalici se socialisty. Politiku opustil po dalších volbách roku 2009, po nichž sestavil poměrně jednotný kabinet Bojko Borisov. V květnových volbách roku 2013 získala mandát bývalá opozice. Protože byla obviňována z korupce, vypukla vlna protestů, především ve Varně, kde se upálili 3 lidé, z čehož 2 zemřeli. Protesty trvaly 40 dnů, až vláda padla a byly uspořádány předčasné volby. Aby zabránila ilegální imigraci především z arabských zemí, schválila bulharská vláda v roce 2013 stavbu plotu na hranici s Tureckem. Tím se migrační vlna odklonila přes Řecko a Makedonii a vláda se roku 2015 rozhodla plot prodloužit. Uvažuje se i o stavbě plotu na hranici s Řeckem kvůli strachu z odklonění vlny imigrantů do Bulharska, okolo oplocené Makedonie.